# Emma Wiklund
Emma Sofia Kristina Wiklund, även känd under flicknamnet Emma Sjöberg, född 13 september 1968 i Stockholm, är en svensk företagsledare och tidigare fotomodell, TV-programledare och skådespelare. Hon är VD och grundare av egna hudvårdsmärket Emma S. skincare. 
Wiklund föddes i Enebyberg i norra Stockholm, men växte upp i Huskvarna. Hon är dotter till företagsledaren Per-Olof Sjöberg och Birgitta Tegelberg.
Wiklund fick sitt svenska  genombrott 1991 som modell i Arlas kampanj för minimjölk. En framgångsrik internationell modellkarriär under 12 år följde, med många omslag för några av världens största modetidningar, visningar och kampanjer för modehus som  Versace, Chanel, Thierry Mugler, Jean-Paul Gaultier, Dolce & Gabbana och Lanvin. Hon var en av modellerna i musikvideon till George Michaels "Too Funky". Hon avslutade modellkarriären år 2000 och flyttade då hem till Sverige efter flera år i Paris och New York.
Wiklund spelade polisen Petra i den franska filmserien Taxi, producerad av Luc Besson.
År 1993 hade Wiklund en egen pratshow på TV3. 2004 var hon programledare för TV-programmet Babyboom på TV4 Plus. Emma Wiklund jobbade med klädkedjan Lindex 2005–2010 och satt då även i företagets styrelse. 2006–2008 studerande hon affärsekonomi på IHM Business School i Stockholm, och 2010 startade hon det svenska hudvårdsmärket Emma S. skincare tillsammans med Nora Larssen. Hon har även haft styrelseuppdrag för Lindex, Designtorget och Twilfit.
Emma Wiklund är gift med journalisten Hans Wiklund, och de har två barn tillsammans. Hon är bosatt i Stockholm.

## Filmografi
- 1992 – Inferno
- 1995 – Inferno
- 1998 – Taxi
- 1999 – Simon Sez
- 2000 – Taxi 2
- 2000 – Petite copine
- 2003 – Taxi 3
- 2004 – Big Kiss
- 2007 – Taxi 4